# Паніпат
Паніпат (гінді पानीपत, пенджаб. ਪਾਨੀਪਤ, англ. Panipat) — стародавнє місто в індійському штаті Хар'яна, адміністративний центр округу Паніпат, розташоване за 90 км на північ від Делі по шосе NH-1 в межах Національного столичного регіону. Місто найвідоміше тим, що біля нього відбулися три Паніпатські битви, що стали поворотними моментами в історії Індії.

## Відомі люди
- Аббас Хваджа Ахмед (1914—1987) — індійський письменник, сценарист, кінорежисер і громадський діяч.

| Індія | Це незавершена стаття з географії Індії. Ви можете допомогти проєкту, виправивши або дописавши її. |